# Los Yesqueros
Los Yesqueros är en ort i Mexiko.   Den ligger i kommunen Durango och delstaten Durango, i den centrala delen av landet, 800 km nordväst om huvudstaden Mexico City. Los Yesqueros ligger 2 342 meter över havet och antalet invånare är 105.
Terrängen runt Los Yesqueros är lite kuperad. Runt Los Yesqueros är det ganska tätbefolkat, med 60 invånare per kvadratkilometer. Närmaste större samhälle är Tambores de Abajo, 6,3 km norr om Los Yesqueros. I omgivningarna runt Los Yesqueros växer huvudsakligen savannskog.